# Gymnothorax buroensis
Gymnothorax buroensis és una espècie de peix de la família dels murènids i de l'ordre dels anguil·liformes.

## Morfologia
Els mascles poden assolir els 35 cm de longitud total.

## Distribució geogràfica
Es troba des del Mar Roig i l'Àfrica oriental fins a les Tuamotu, les Illes Ryukyu i les Hawaii. També a Costa Rica, Panamà i les Illes Galápagos.